# Марусенька (Жлобинский район)
Марусенька (бел. Марусенька) — деревня в Краснобережском сельсовете Жлобинского района Гомельской области Республики Беларусь.

## География
Расположена на реке Добысна (приток реки Днепр) в 14 км на северо-запад от Жлобина, 3 км от железнодорожной станции Красный Берег (на линии Бобруйск — Жлобин), 107 км от Гомеля.

## Транспортная сеть
Транспортные связи по просёлочной, затем автомобильной дороге Бобруйск — Гомель. Планировка состоит из прямолинейной меридиональной улицы, застроенной двусторонне деревянными усадьбами.

## История
По письменным источникам известна с XIX века как околица в Луковской волости Рогачёвского уезда Могилёвской губернии. В 1909 году 151 десятин земли. В 1929 году жители вступили в колхоз. Во время Великой Отечественной войны 2 жителя погибли на фронте. Согласно переписи 1959 года в составе хозяйства Краснобережского сельскохозяйственного техникума. (центр — деревня Красный Берег). Сейчас в составе совхоза «Краснобережский» (центр — деревня Красный Берег).

## Население
- 2004 год — 25 хозяйств, 50 жителей.